# Zack Bolduc
Zachary "Zack" ("Zach") Bolduc, född 24 februari 2003, är en kanadensisk professionell ishockeyforward som är kontrakterad till St. Louis Blues i National Hockey League (NHL) och spelar för Springfield Thunderbirds i American Hockey League (AHL).
Han har tidigare spelat för Océanic de Rimouski och Remparts de Québec i Ligue de hockey junior majeur du Québec (LHJMQ) och Sioux City Musketeers i United States Hockey League (USHL).
Bolduc draftades av St. Louis Blues i första rundan i 2021 års draft som 17:e spelare totalt.

## Statistik
| 2016–2017    | Panthères du Collège Marie-de-l'Incarnation U16 | LHPS         | 26  | 19  | 16  | 35  | 32  | 6  | 6  | 5  | 11 | 2  |
| 2017–2018    | Panthères du Collège Marie-de-l'Incarnation U16 | LHPS         | 22  | 21  | 17  | 38  | 28  | 6  | 7  | 4  | 11 | 8  |
|              | Panthères du Collège Marie-de-l'Incarnation U18 | LHPS         | 8   | 2   | 1   | 3   | 2   | —  | —  | —  | —  | —  |
| 2018–2019    | Estacades de Trois-Rivières                     | LHMAAAQ      | 42  | 17  | 37  | 54  | 34  | 9  | 3  | 2  | 5  | 8  |
| 2019–2020    | Sioux City Musketeers                           | USHL         | 2   | 0   | 0   | 0   | 0   | —  | —  | —  | —  | —  |
|              | Océanic de Rimouski                             | LHJMQ        | 55  | 30  | 22  | 52  | 36  | —  | —  | —  | —  | —  |
| 2020–2021    | Océanic de Rimouski                             | LHJMQ        | 27  | 10  | 19  | 29  | 18  | —  | —  | —  | —  | —  |
| 2021–2022    | Remparts de Québec                              | LHJMQ        | 65  | 55  | 44  | 99  | 36  | 12 | 8  | 4  | 12 | 6  |
| 2022–2023    | Remparts de Québec                              | LHJMQ        | 61  | 50  | 60  | 110 | 50  | 18 | 11 | 8  | 19 | 8  |
| 2023–2024    | St. Louis Blues                                 | NHL          | 1   | 0   | 0   | 0   | 0   | —  | —  | —  | —  | —  |
|              | Springfield Thunderbirds                        | AHL          | 48  | 8   | 15  | 23  | 20  | —  | —  | —  | —  | —  |
| NHL totalt   | NHL totalt                                      | NHL totalt   | 1   | 0   | 0   | 0   | 0   | —  | —  | —  | —  | —  |
| LHJMQ totalt | LHJMQ totalt                                    | LHJMQ totalt | 208 | 145 | 145 | 290 | 140 | 30 | 19 | 12 | 31 | 14 |